# Нохчи-Келойское сельское поселение
Нохчи-Келойское се́льское поселе́ние — муниципальное образование в Шатойском районе Чеченской Республики Российской Федерации.
Административный центр — село Нохчи-Келой.

## География
Находится на юге республики в Аргунском ущелье

## Население
| 2010 | 2012 | 2013 | 2014 | 2015 | 2016 | 2017 |
| ---- | ---- | ---- | ---- | ---- | ---- | ---- |
| 404  | ↘398 | ↘394 | ↘384 | ↗400 | ↗402 | ↗430 |
| 2018 | 2019 | 2020 | 2021 | 2023 | 2024 |      |
| ↗441 | ↗448 | →448 | ↘423 | ↗431 | ↘425 |      |

## Состав сельского поселения
| № | Населённый пункт | Тип населённого пункта       | Население |
| - | ---------------- | ---------------------------- | --------- |
| 1 | Нохчи-Келой      | село, административный центр | ↘425      |